# Santa Maria del Fiore
A Catedral de Santa Maria del Fiore é o "Duomo" de Florença, Itália, e está localizada na praça homónima.
Em 1971 era já a quinta igreja da Europa em grandeza, depois da Basílica de São Pedro, da Catedral de São Paulo, da Catedral de Sevilha e da Catedral de Milão. Possui 153 metros de comprimento e 90 metros de largura no transepto, enquanto o tambor da cúpula possui 54 metros.
A construção iniciou-se em 1296 com projeto de Arnolfo di Cambio sobre as fundações da antiga Catedral de Santa Reparada. Após a morte de Arnolfo, passou pela supervisão de Giotto di Bondone, depois por Francesco Talenti e teve a sua cúpula construída por Filippo Brunelleschi. Ao fim das obras da cúpula em 1436, a catedral foi consagrada pelo papa Eugénio IV.
É a catedral da arquidiocese de Florença e pode acomodar até trinta mil pessoas. TCI., cit., p. 143.

## História
O Duomo de Florença, como o vemos hoje, é o resultado de um trabalho que se estendeu por seis séculos. O seu projeto básico foi elaborado por Arnolfo di Cambio no final do século XIII, sendo que a cúpula é obra de Filippo Brunelleschi. A fachada teve de esperar até ao século XIX para ser concluída. Ao longo deste tempo uma série de intervenções estruturais e decorativas no exterior e interior enriqueceriam o monumento, dentre elas a construção de duas sacristias e a execução de esculturas e afrescos por Paolo Uccello, Andrea del Castagno, Giorgio Vasari e Federico Zuccari, autor do Juízo Final no interior da cúpula. Foi construída no lugar da antiga catedral dedicada a Santa Reparata, que funcionou durante nove séculos até ser demolida completamente em 1375.

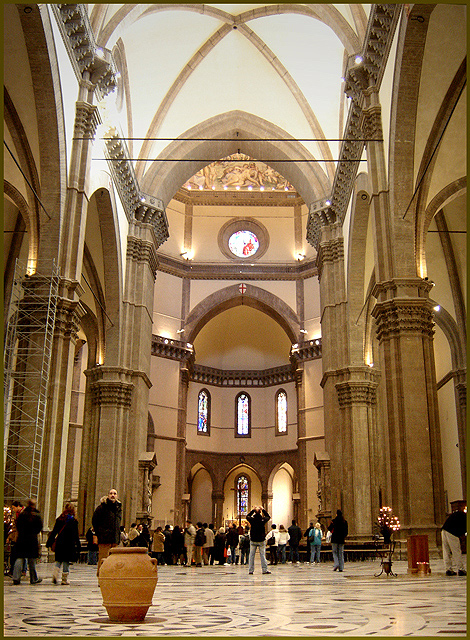
Interior da nave

Vista lateral do Duomo com a cúpula e a torre do sino

Em 1293, durante a República Florentina, o notário Ser Mino de Cantoribus sugeriu a substituição de Santa Reparata por uma catedral ainda maior e mais magnificente, de tal forma que "a indústria e o poder do homem não pudessem inventar ou mesmo tentar nada maior ou mais belo", e estava preparado para financiar a construção. Entretanto, esperava-se que a população contribuísse, e todos os testamentos passaram a incluir uma cláusula de doação para as obras. O projeto foi confiado a Arnolfo em 1294, e ele cerimoniosamente lançou a pedra fundamental em 8 de setembro de 1296.
Arnolfo trabalhou na construção até 1302, ano da sua morte, e embora o estilo dominante da época fosse o gótico, o seu projeto foi concebido com uma grandiosidade clássica. Arnolfo só pôde trabalhar em duas capelas e na fachada, que ele teve tempo de completar e decorar só em parte. Com a morte do arquiteto o trabalho de construção sofreu uma paragem. Um novo impulso foi dado quando em 1330 foi descoberto o corpo de São Zenóbio em Santa Reparata, que ainda estava parcialmente de pé. Giotto di Bondone então foi indicado supervisor em 1334, e mesmo que não tivesse muito tempo de vida (morreu em 1337) ele decidiu concentrar as suas energias na construção do campanário. Giotto foi sucedido por Andrea Pisano até 1348, quando a peste negra reduziu a população da cidade de 90 mil para 45 mil habitantes.

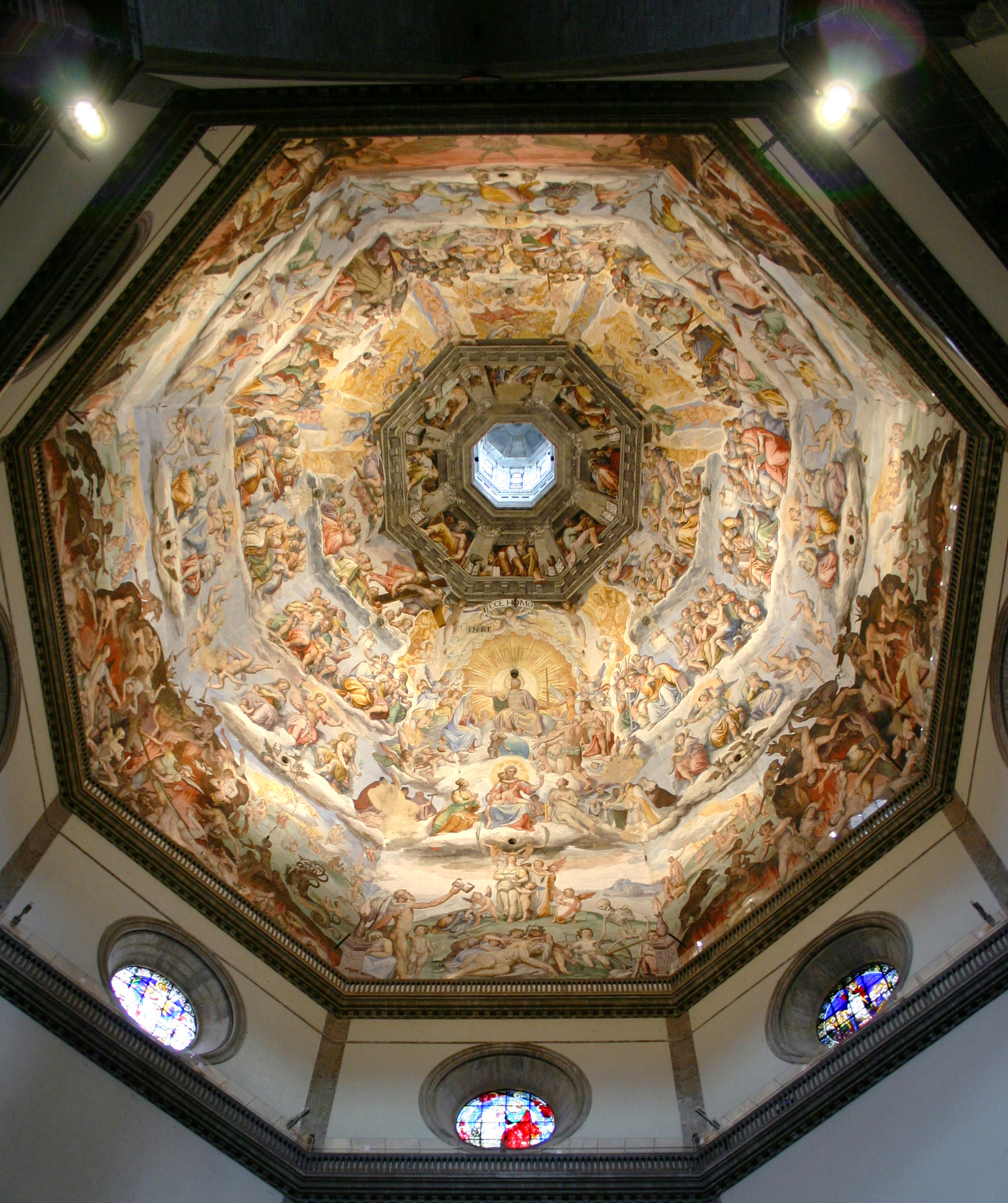
Interior da cúpula, com afresco de Giorgio Vasari e Federico Zuccari representando o Juízo Final

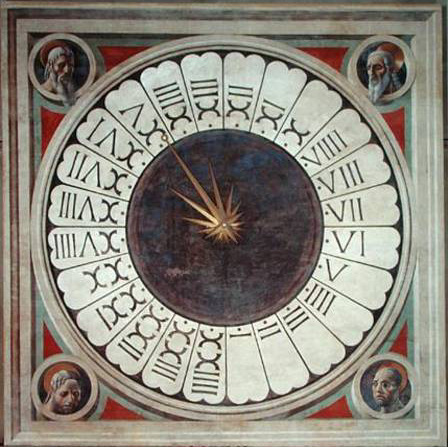
O relógio de Uccello

Sob Francesco Talenti, supervisor entre 1349 e 1359, o campanário foi concluído e preparou-se um novo projeto para o Duomo, com a colaboração de Giovanni di Lapo Ghini: a nave central foi dividida em quatro espaços quadrangulares com duas alas retangulares, reduzindo o número de janelas planeadas por Arnolfo. Em 1370 a construção já estava bem adiantada, o mesmo se dando com o novo projeto para a abside, que foi circundada por tribunas que amplificaram o trifólio de Arnolfo. Por fim Santa Reparata acabou de ser demolida em 1375. Ao mesmo tempo continuou-se o trabalho de revestimento externo com mármores e decoração em torno das entradas laterais, a Porta dei Canonici (sul) e a Porta della Mandorla (norte), esta coroada com um relevo da Assunção, última obra de Nanni di Banco.
Contudo, o problema da cúpula ainda não fora resolvido. Brunelleschi fez seu primeiro projeto em 1402, mas manteve-o em segredo. Em 1418, a Opera del Duomo, a centenária empresa administradora dos trabalhos na Catedral, anunciou um concurso que Brunelleschi haveria de vencer, mas o trabalho não começaria senão dois anos mais tarde, continuando até 1434. Foram utilizados aproximadamente quatro milhões de tijolos para a construção do domo que é, até os dias de hoje, a maior cúpula autoportante de alvenaria do mundo.
A Catedral foi consagrada pelo Papa Eugénio IV em 25 de março (o Ano Novo florentino) de 1436, 140 anos depois do início da construção. Os arremates que ainda esperavam conclusão eram a lanterna da cúpula (colocada em 1461) e o revestimento externo com mármores brancos de Carrara, verdes de Prato, e vermelhos de Siena, de acordo com o projeto original de Arnolfo.

## A fachada
A fachada original, desenhada por Arnolfo di Cambio, só foi começada em meados do século XV, realizada de fato por vários artistas em uma obra coletiva, mas de toda a forma só foi terminada até o terço inferior. Esta parte foi desmantelada por ordem de Francesco I de Medici entre 1587 e 1588, pois era considerada totalmente fora de moda naquela altura. O concurso que foi aberto para a criação de uma nova fachada acabou em um escândalo, e os desenhos subsequentes que foram apresentados não foram aceites. A fachada ficou, então, despida até o século XIX, mas a estatuária e ornamentos originais sobrevivem no Museu Opera del Duomo e em museus de Paris e Berlim.
Em 1864, Emilio De Fabris venceu um concurso para uma nova fachada, que é a que vemos hoje, um enorme e magistral trabalho de mosaico em mármores coloridos em estilo neogótico, com uma volumetria dinâmica e harmoniosa. Pronta em 1887, foi dedicada à Virgem Maria, e é ricamente adornada com estatuária de elegante e austero desenho. Em 1903 terminaram-se as monumentais portas de bronze, com várias cenas em relevo e outras decorações.

## Interior
A sua planta é basilical, com três naves, divididas por grandes arcos suportados por colunas monumentais. Tem 153 metros de comprimento por 38 metros de largura, e 90 metros no transepto. Os seus arcos elevam-se até 23 metros de altura, e o cume da cúpula, a 90 metros.
As suas decorações internas são austeras, e muitas se perderam no curso dos séculos. Alguns elementos acharam abrigo no Museu Opera del Duomo, como os coros de Luca della Robbia e Donatello. Subsistem também os monumentos a Dante, a John Hawkwood, a Niccolò da Tolentino, a Antonio d'Orso, e os bustos de Giotto (de Benedetto da Maiano), Brunelleschi (de Buggiano - 1447), Marsilio Ficino, e Antonio Squarcialupi.
Sobre a porta de entrada há um relógio colossal com decoração em pintura de Paolo Uccello, e acertado de acordo com a hora italica, uma divisão do tempo comumente empregada na Itália até o século XVIII, que dava o por-do-sol como o início do dia.
Os vitrais são os maiores em seu género na Itália entre os séculos XIV e XV, com imagens de santos do Velho e Novo Testamento. O crucifixo é obra de Benedetto da Maiano, a talha do coro de Bartolommeo Bandinelli, e as portas da sacristia são de Luca della Robbia.

## Outras imagens

Outro ângulo da fachada, mostrando o campanário de Giotto
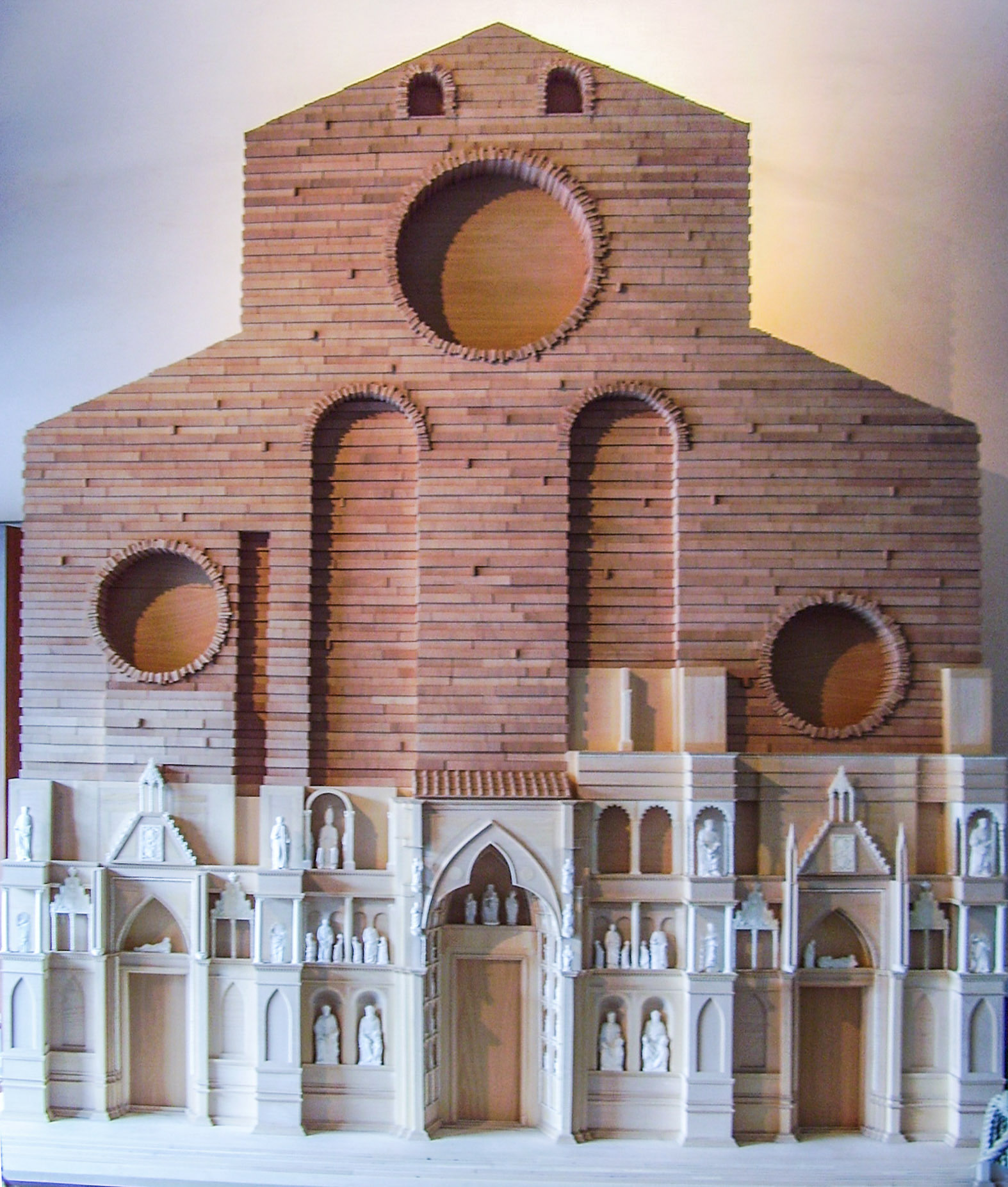
Maquete com estado da construção até a morte de Arnolfo di Cambio
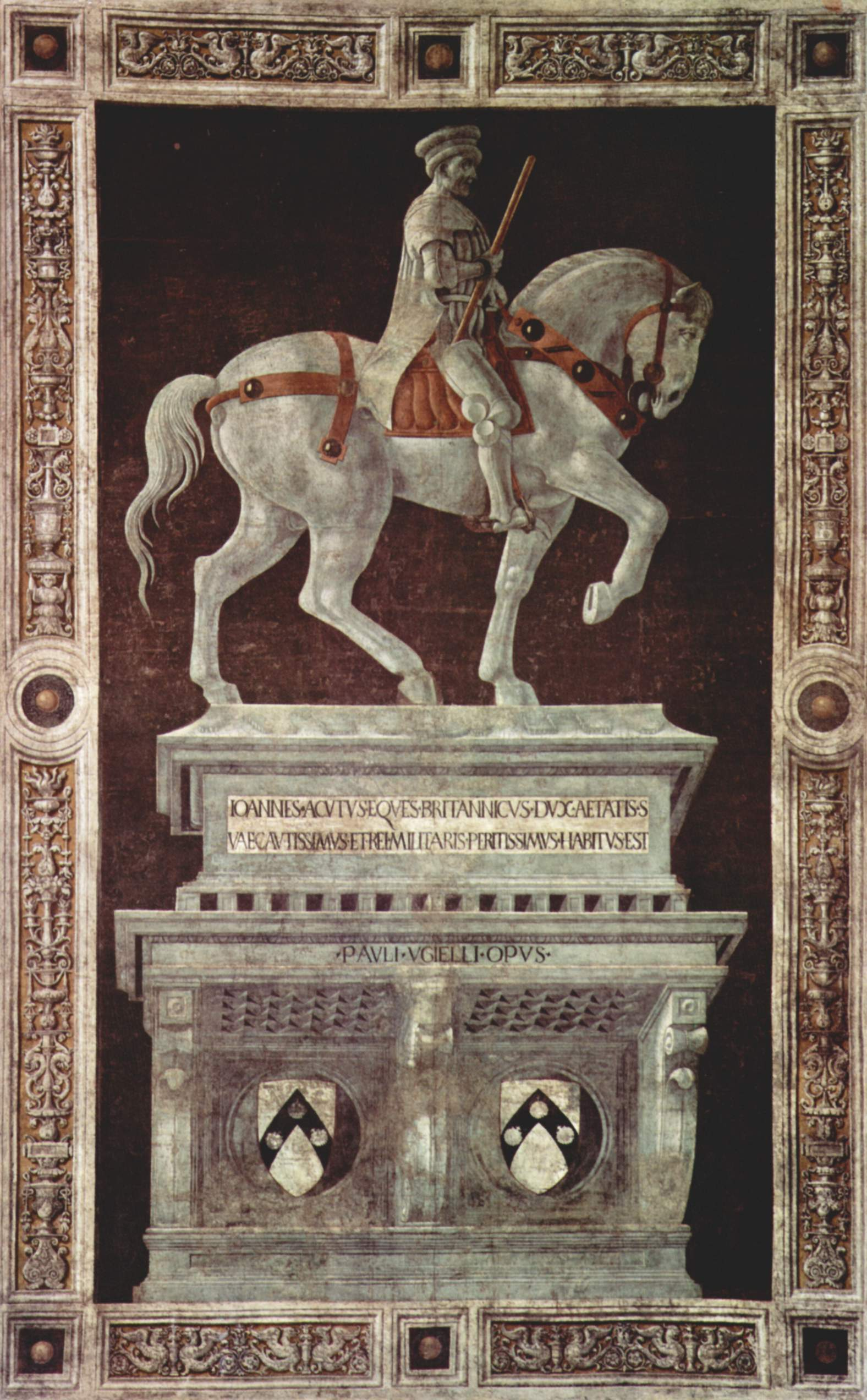
Monumento pictórico a John Hawkwood, de Paolo Uccello
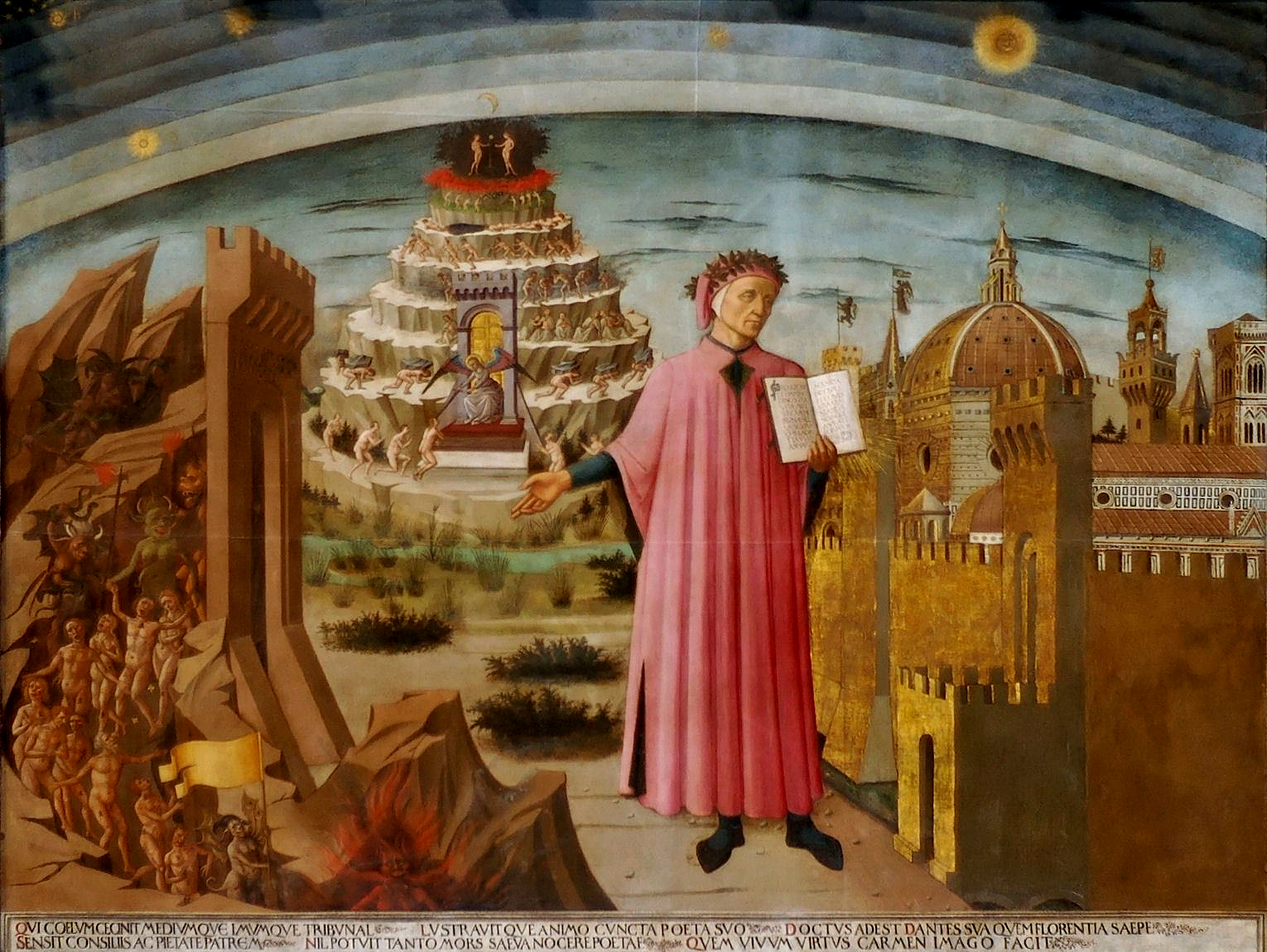
Afresco Dante e a Divina Comédia, de Domenico di Michelino
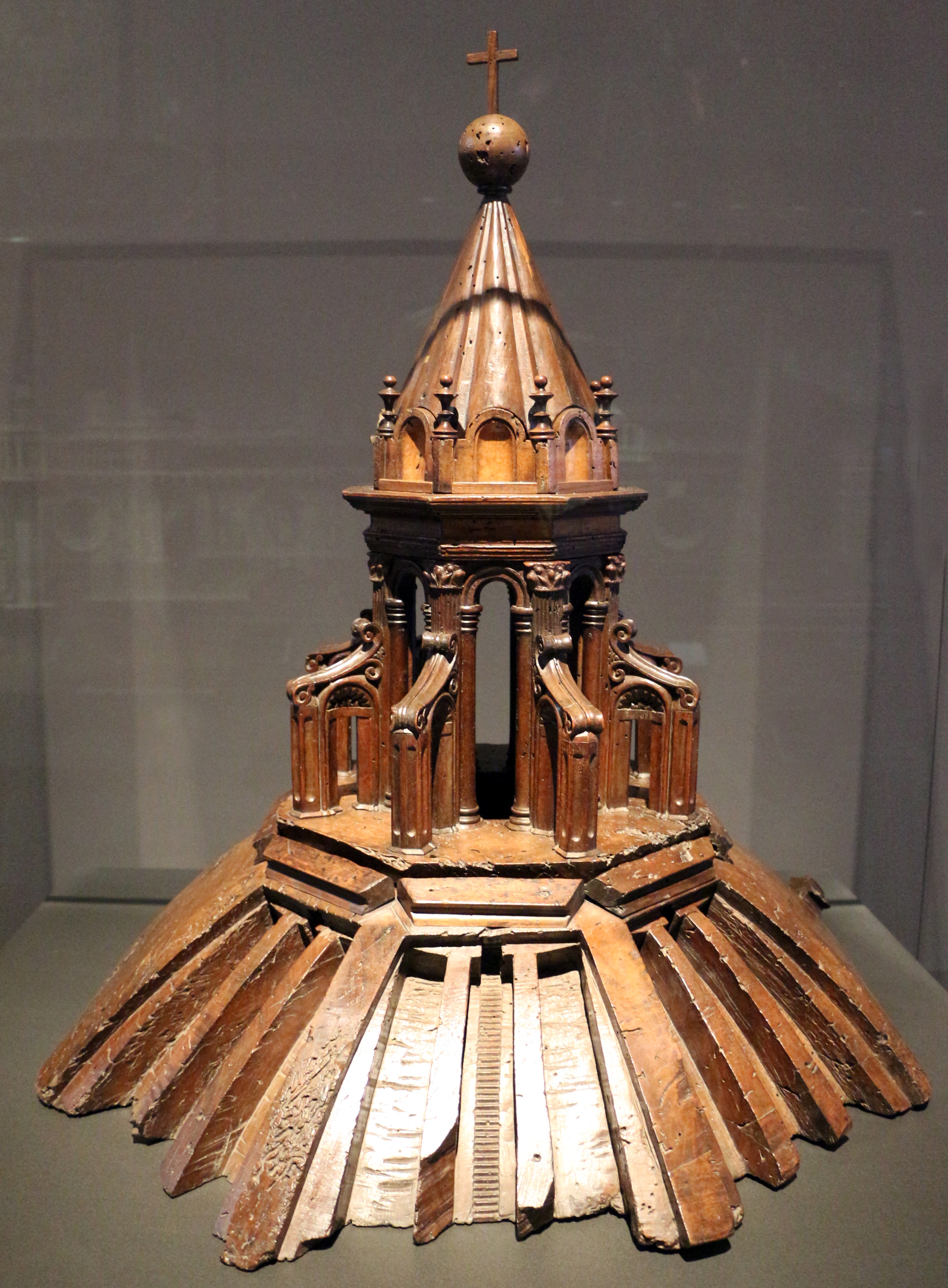
Modelo de madeira da lanterna erradamente atribuída a Filippo Brunelleschi, atualmente exposta no Museo dell'Opera di Santa Maria del Fiore.
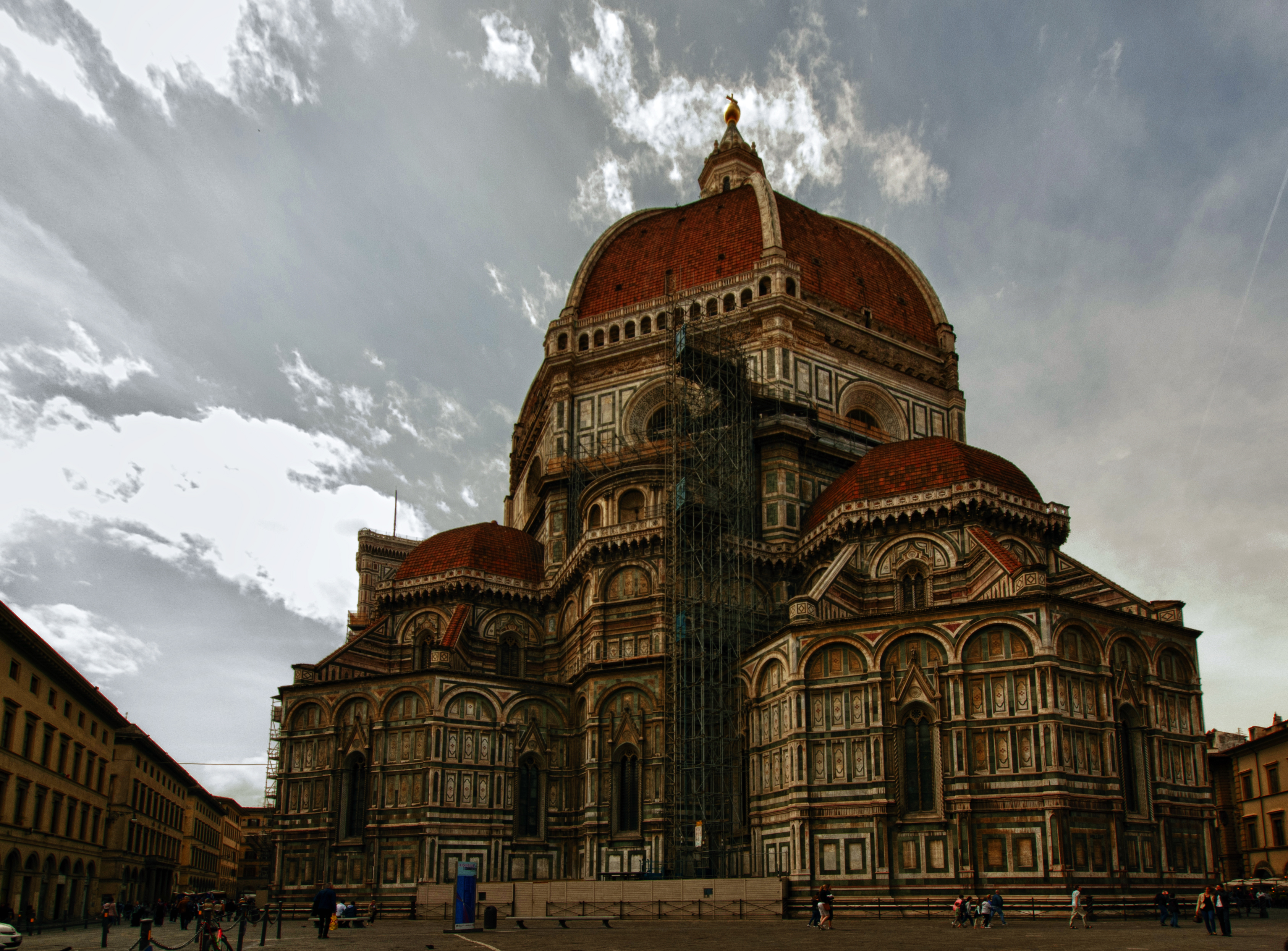
O exterior da basílica é revestido com painéis de mármore policromados em vários tons de verde e rosa com bordas brancas e tem uma elaborada fachada neogótica do século XIX por Emilio De Fabris.